# Nijemci u Hrvatskoj
Nijemci u Hrvatskoj  ili Podunavske Švabe (njem. Donauschwaben) su jedna od 22 priznate nacionalne manjine Hrvatske.
Prema popisu stanovništva iz 2011. godine u Hrvatskoj živi 2.965 Nijemaca, od čega najviše u Osječko-baranjskoj županiji.
Podunavske Švabe se odnosi na Nijemce iz Vojvodine, Baranje i Slavonije

## Kretanje broja Nijemaca
| Službeni naziv Hrvatske           | Godina | Broj Nijemaca |
| --------------------------------- | ------ | ------------- |
| -                                 | 1931.  | 98.990        |
| Narodna Republika Hrvatska        | 1948   | 10.144        |
| Narodna Republika Hrvatska        | 1953.  | 11.248        |
| Narodna Republika Hrvatska        | 1961.  | 4.214         |
| Socijalistička Republika Hrvatska | 1971.  | 2.719         |
| Socijalistička Republika Hrvatska | 1981.  | 2.175         |
| Republika Hrvatska                | 1991.  | 2.635         |
| Republika Hrvatska                | 2001.  | 2.902         |
| Republika Hrvatska                | 2011.  | 2.965         |
| (Statistički zavod Hrvatske)      |        |               |

## Popis stanovništva 2001. godine
| Županija                          | Nijemaca | Ukupni postotak |
| --------------------------------- | -------- | --------------- |
| Osječko-baranjska                 | 964      | 33,22%          |
| Zagreb                            | 288      | 9,93%           |
| Splitsko-dalmatinska              | 260      | 8,96%           |
| Primorsko-goranska                | 213      | 7,35%           |
| Istarska                          | 180      | 6,20%           |
| Vukovarsko-srijemska              | 171      | 5,9%            |
| Zadarska                          | 139      | 4,8%            |
| Dubrovačko-neretvanska            | 99       | 3,41%           |
| Bjelovarsko-bilogorska            | 84       | 2,9%            |
| Požeško-slavonska                 | 78       | 2,7%            |
| Zagrebačka                        | 75       | 2,59%           |
| Brodsko-posavska                  | 75       | 2,59%           |
| Sisačko-moslavačka                | 54       | 1,86%           |
| Šibensko-kninska                  | 44       | 1,52%           |
| Varaždinska                       | 40       | 1,39            |
| Krapinsko-zagorska                | 34       | 1,17%           |
| Karlovačka                        | 34       | 1,17%           |
| Koprivničko-križevačka            | 26       | 0,89%           |
| Međimurska                        | 20       | 0,7%%           |
| Virovitičko-podravska             | 18       | 0,63%           |
| Ličko-senjska                     | 6        | 0,21%           |
| Ukupno                            | 2.902    | 100%            |
| (Popis stanovništva 2001. godine) |          |                 |

## Drugi svjetski rat
Godine 1944. je AVNOJ zaključio da njemačku manjinu, paušalno optuženu za suradnju s okupacijskim vlastima, treba izvlastiti.
U jugoslavenskim je logorima umrlo 51.000 žena, djece i staraca od sveukupnih 64.000 njemačkih civilnih žrtava, a više od 40.000 njih registrirano je imenom i prezimenom. Logori bili su zapravo logori za likvidaciju, a bilo ih je ukupno osam, u Bačkoj: Bački Jarak, Gakovo i Kruševlje, u Hrvatskoj u Krndiji i Valpovu, u Banatu Knićanin i Molin i u Srijemu u Srijemskoj Mitrovici.
Prema popisu pučanstva iz 1931. u Jugoslaviji je živjelo 497.000 Nijemaca. Na popisu iz 1948. godine Nijemaca je svega 54.000. Na području Hrvatske živjelo je 1948. godine samo 10.000 Nijemaca umjesto očekivanih 109.000 (prema procijenjenom prirastu) u odnosu na 99.000 iz 1931. godine. Do 1961. taj se broj Nijemaca u Hrvatskoj smanjio na 4200 osoba. Egzodusom Nijemaca u Hrvatskoj je Evangelička crkva izgubila i većinu svojih vjernika. Zagrebački evangelički biskup Philipp Popp je 1945. godine bio optužen od komunističkih vlasti za kolaboraciju i pogubljen.

## Vanjske poveznice
- Zajednica Nijemaca grada Zagreba  Arhivirana inačica izvorne stranice od 25. kolovoza 2011. (Wayback Machine)
- Nijemci u sjevernoj Hrvatskoj 1941-1991-2001, zemljovid  Arhivirana inačica izvorne stranice od 3. studenoga 2013. (Wayback Machine)